# 카렌족

카렌 민족 동맹의 기

카렌족(Karen, 태국어: กะเหรี่ยง), 혹은 가인족(버마어: ကရင်လူမျိုး)은 가인주를 비롯한 미얀마의 남부 지역 및 태국 국경 지역 등에 주로 거주하는 민족 집단이다. 미얀마 내 카렌족의 수는 2019년 7월 기준으로 전체 인구의 10%에 조금 못 미치는 약 360만 4,000명이며, 태국 지역에는 약 100만 명이 살고 있다.
카렌족은 동질적인 하나의 민족이라기보다는, 한장어족 카렌어에 속하는 언어를 사용하는 여러 가까운 민족들의 집합체이다. 많은 외지인에게 카렌족은 종종 카렌니족(카야족)과 혼동된다. 카렌니의 하위집단의 하나인 파다웅(카얀족의 일부)은 여성들이 어렸을 때부터 금테 목걸이를 하는 것으로 가장 잘 알려져 있으며, 미얀마와 태국의 국경에 살고 있다.
1949년 1월 31일에 카렌민족동맹(KNU)은 버마 중앙정부에 대항하여 무장활동을 시작했다. 본래 이들은 독립을 요구하였으나, 1976년 이래로 이들은 미얀마에 연방제를 도입하여 자치권을 획득할 것을 목표로 하고 있다.

## 분포

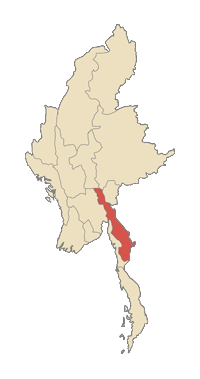
미얀마 카인주는 카렌인의 주요 분포지역이다.

카렌족은 대개 미얀마의 동부와 이라와디 강 삼각주 경계의 구릉 지대에 살고 있다. 주로 카렌 주에 살고 일부는 카야 주(카렌니 주), 샨 주 남부, 이라와디 구, 타닌타리 구와 태국 서부에 산다.
카렌족의 총 인구는 추정하기 어렵다. 최근의 신뢰할만한 인구 조사는 1930년대에 수행되었다. 2006년에 미국의 소리는 미얀마의 카렌족 인구를 700만 명으로 추정하였으며 대략 8500명의 카렌족이 미네소타 주에 거주하는 것으로 추정된다. 다른 40만 명의 카렌족은 태국에 살고 있다. 2016년 현재 한국에도 약 300명의 카렌족이 살고있다.

## 하위 집단

### 레드 카렌 (Red Karen)
카야족, 카렌니족과 동의어이다. 카얀족은 레드 카렌의 하위집단이다. 많은 블랙 카렌이 태국으로 추방되어 사실상 레드 카렌으로 살고 있다.

### 스고 (Sgaw)
가장 크고 넓게 분포하는 집단이다. 많은 스고 카렌족은 태국-미얀마 국경 근처의 태국의 난민 캠프에 살고 있다.

### 포 카렌 (Pwo Karen)
동부의 포 카렌족은 태국 서부와 미얀마의 카인 주에 살고, 서부의 포 카렌족은 미얀마의 이라와디 구에 산다.

### 파쿠 카렌 (Paku Karen)
파쿠 카렌은 바고 구 타웅우, 카야 주 모치, 카인 주 탄동에 산다.

### 블랙 카렌 (Black Karen)
샨 주에 산다.

## 언어
카렌어는 중국티베트어족의 티베트버마어파에 속한다. 스고, 포, 파오의 3개의 주요 분파가 있고 이들은 상호 의사소통이 어려운 것으로 여겨진다. 카렌니족(카야족 또는 레드 카렌)과 카얀족(파다웅족)은 소 분파와 관련 있다. 중국티베트어족의 다른 언어들이 주어-목적어-동사의 어순을 가지는 것과는 다르게 카렌어, 바이어, 중국어는 주어-동사-목적어의 어순을 가진다. 이것은 아마도 이웃한 몬크메르어파와 태국어의 영향 때문인 것으로 생각된다.

## 종교
카렌족은 원래 애니미즘을 신봉했으나 오늘날에는 애니미즘과 결합된 불교가 대다수이다. 불교의 영향은 18세기 중반까지 저지 미얀마를 지배하던 몬족으로부터 왔다. 1828년에 미국인 선교사에 의해 첫 침례교 개종자가 나타났다. 서양 제국주의자들이 민족과 종교를 근거로 나라를 분할하려 한다는 믿음 때문에 미얀마 당국은 오늘날까지 기독교를 박해하고 있다.

## 같이 보기
- 카렌 분쟁(영어판)
- 2010-12년 미얀마 국경 충돌(영어판)